# Bořek Dočkal
Bořek Dočkal, né le 30 septembre 1988 à Městec Králové, est un footballeur international tchèque qui évolue au poste d'ailier droit au Sparta Prague.

## Biographie

### En club
Lors de la saison 2012, il marque dix buts dans le championnat de Norvège avec le club de Rosenborg. Il est notamment l'auteur de deux doublés cette saison-là.
Il marque ensuite dix buts dans le championnat tchèque en 2014-2015, puis huit buts en 2015-2016.
En 2016, il atteint avec le Sparta Prague les quarts de finale de la Ligue Europa. Il marque un but en huitièmes face au club italien de la Lazio Rome puis un autre but en quart face au club espagnol du Villarreal CF.
Le 28 février 2018, il rejoint l'Union de Philadelphie en vue de la saison 2018 de MLS, en prêt du Henan Jianye.
Dočkal inscrit cinq buts en MLS en 2018, avec notamment un doublé lors de la réception des Whitecaps de Vancouver.

### En équipe nationale
Avec les espoirs, il participe au championnat d'Europe espoirs en 2011. Lors de cette compétition organisée au Danemark, il joue cinq matchs. Il se met en évidence en étant l'auteur d'un doublé en phase de poule face à l'Ukraine. La Tchéquie se classe quatrième du tournoi, en étant battue par la Biélorussie lors de la "petite finale".
Il reçoit sa première sélection en équipe de Tchéquie le 14 novembre 2012, en amical contre la Slovaquie. Il se met immédiatement en évidence en inscrivant un but, avec à la clé une victoire 3-0.
Le 15 octobre 2013, il marque son deuxième but en équipe nationale, face à la Bulgarie. Ce match gagné 0-1 rentre dans le cadre des éliminatoires du mondial 2014. Il marque ensuite quatre buts rentrant dans le cadre des éliminatoires de l'Euro 2016, contre les Pays-Bas, la Turquie, le Kazakhstan, et enfin l'Islande.
En juin 2016, il participe à la phase finale du championnat d'Europe organisé en France. Il reste sur le banc des remplaçants lors des deux premiers matchs face à l'Espagne et la Croatie. Il joue ensuite le dernier match de phase de poule face à la Turquie. Avec un bilan d'un nul et deux défaites, la Tchéquie ne dépasse pas le premier tour du tournoi. 
Le 13 octobre 2018, il officie pour la première fois comme capitaine de la sélection, lors d'une rencontre face à la Slovaquie. Il se met alors en évidence en délivrant deux passes décisives. Ce match gagné 1-2 rentre dans le cadre de la Ligue des nations 2018-2019. En 2019, il est éloigné des terrains, à la suite d'une blessure au tendon d'achille, qui nécessite une opération. Il retrouve la sélection le 4 septembre 2020, où il marque alors son septième but, contre la Slovaquie, lors d'un match de la Ligue des nations 2020-2021.

## Palmarès
- Avec le  Sparta Prague :
  - Champion de Tchéquie en 2014
  - Vice-champion de Tchéquie en 2015 et 2016
  - Vainqueur de la Coupe de la Tchéquie en 2014 et 2020
  - Vainqueur de la Supercoupe de Tchéquie en 2014